# Arricau-Bordes
Pour les articles homonymes, voir Arricau et Bordes.
Arricau-Bordes est une commune française située dans le département des Pyrénées-Atlantiques en région Nouvelle-Aquitaine.

## Géographie

### Localisation
La commune d'Arricau-Bordes se trouve dans le département des Pyrénées-Atlantiques, en région Nouvelle-Aquitaine.
Elle se situe à 37 km par la route de Pau, préfecture du département, et à 34 km de Serres-Castet, bureau centralisateur du canton des Terres des Luys et Coteaux du Vic-Bilh dont dépend la commune depuis 2015 pour les élections départementales.
La commune fait en outre partie du bassin de vie de Lembeye.
Les communes les plus proches sont : 
Castillon (1,6 km), Séméacq-Blachon (2,0 km), Lespielle (2,4 km), Gayon (3,1 km), Vialer (3,2 km), Escurès (3,3 km), Cadillon (4,2 km), Corbère-Abères (4,4 km).
Sur le plan historique et culturel, Arricau-Bordes fait partie de la province du Béarn, qui fut également un État et qui présente une unité historique et culturelle à laquelle s’oppose une diversité frappante de paysages au relief tourmenté.

### Communes limitrophes
Les communes limitrophes sont  Aurions-Idernes, Cadillon, Castillon, Gayon, Séméacq-Blachon et Vialer.
|        | Cadillon       | Aurions-Idernes |
| Vialer | Arricau-Bordes | Séméacq-Blachon |
| Gayon  | Castillon      |                 |

Représentations cartographiques de la commune
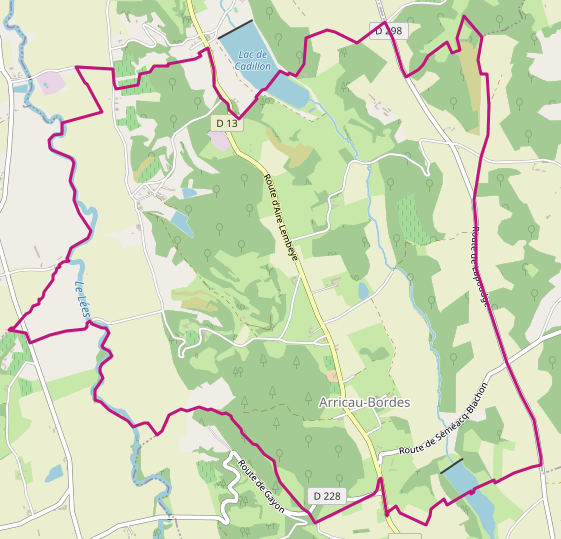
Carte OpenStreetMap.
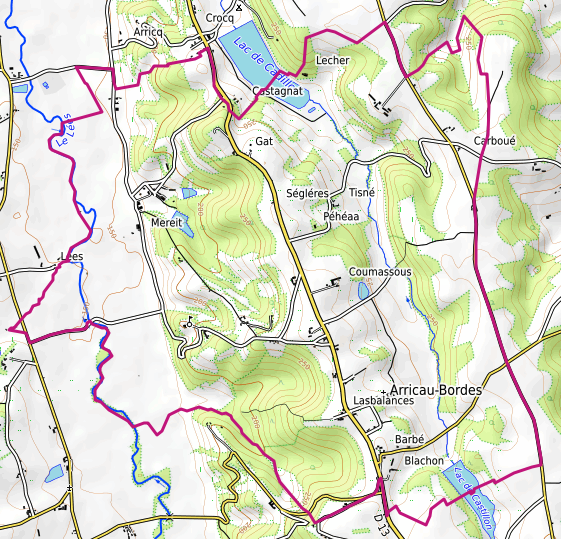
Carte topographique.
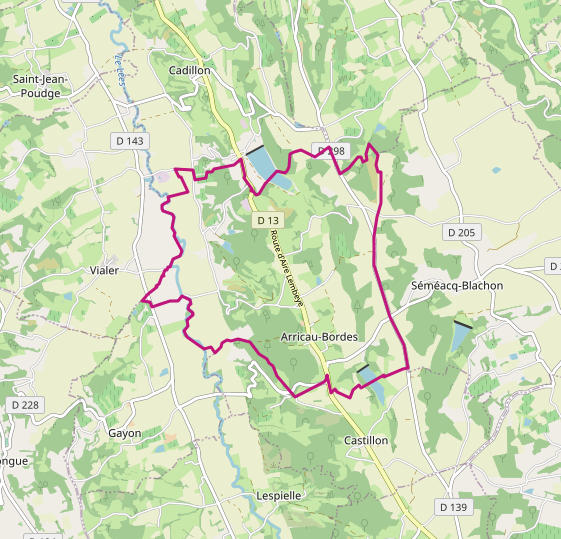
Carte avec les communes environnantes.

### Hydrographie

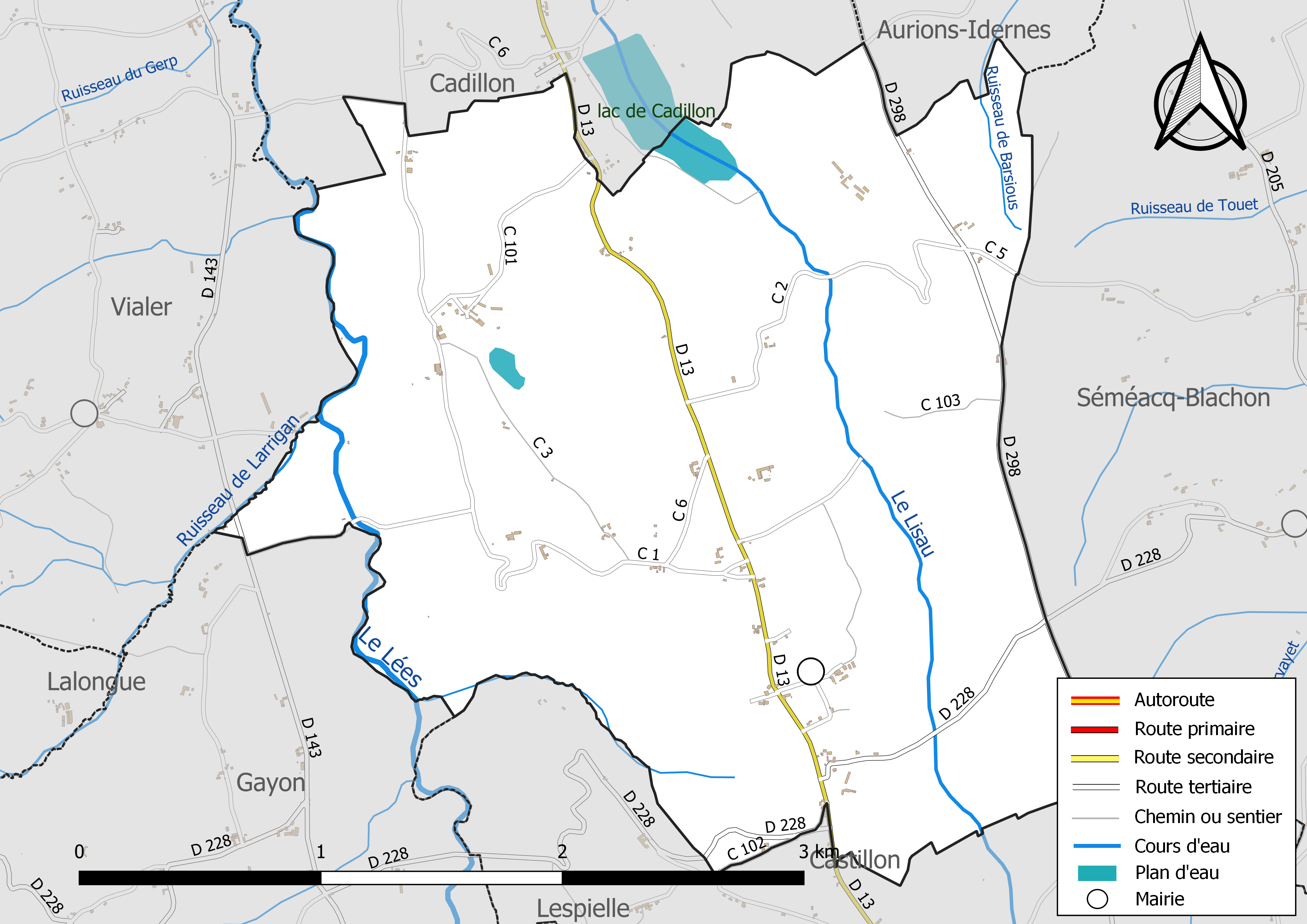
Réseaux hydrographique et routier d'Arricau-Bordes.

La commune est drainée par le Léez, le Lisau, le ruisseau de Larrigan, le ruisseau de Barsious, et par divers petits cours d'eau, constituant un réseau hydrographique de 7 km de longueur totale,.
Le Léez (56 km) prend sa source dans la commune de Gardères, s'écoule du sud vers le nord et longe le territoire communal dans sa partie ouest, constituant la limite communale avec Gayon puis avec Vialer. Il se jette dans l'Adour à Barcelonne-du-Gers, après avoir traversé 31 communes.
Le Lisau, d'une longueur totale de 13,3 km, prend sa source dans la commune d'Escurès et s'écoule du sud vers le nord. Il traverse la commune et se jette dans le Larcis à Aubous, après avoir traversé 7 communes.
Le lac dit de Cadillon s'établit partiellement sur la commune (en commun avec Cadillon]. Il est alimenté par le Lisau à sa sortie de la commune, vers le nord.
Au sud, le lac dit de Castillon s'étend à cheval sur les deux communes, Arricau-Bordes et Castillon.

### Climat
Pour des articles plus généraux, voir Climat de la Nouvelle-Aquitaine et Climat des Pyrénées-Atlantiques.
Historiquement, la commune est exposée à un climat océanique aquitain.  
En 2020, Météo-France publie une typologie des climats de la France métropolitaine dans laquelle la commune est exposée à un climat de montagne et est dans la région climatique Aquitaine, Gascogne, caractérisée par une pluviométrie abondante au printemps, modérée en automne, un faible ensoleillement au printemps, un été chaud (19,5 °C), des vents faibles, des brouillards fréquents en automne et en hiver et des orages fréquents en été (15 à 20 jours).
Pour la période 1971-2000, la température annuelle moyenne est de 13,1 °C, avec une amplitude thermique annuelle de 14,4 °C. Le cumul annuel moyen de précipitations est de 1 086 mm, avec 11,2 jours de précipitations en janvier et 7,9 jours en juillet. Pour la période 1991-2020, la température moyenne annuelle observée sur la station météorologique la plus proche, située sur la commune de Mont-Disse à 7 km à vol d'oiseau, est de 13,9 °C et le cumul annuel moyen de précipitations est de 1 010,8 mm,. Pour l'avenir, les paramètres climatiques de la commune estimés pour 2050 selon différents scénarios d'émission de gaz à effet de serre sont consultables sur un site dédié publié par Météo-France en novembre 2022.

## Urbanisme

### Typologie
Au 1er janvier 2024, Arricau-Bordes est catégorisée commune rurale à habitat très dispersé, selon la nouvelle grille communale de densité à sept niveaux définie par l'Insee en 2022.
Elle est située hors unité urbaine. Par ailleurs la commune fait partie de l'aire d'attraction de Pau, dont elle est une commune de la couronne,. Cette aire, qui regroupe 227 communes, est catégorisée dans les aires de 200 000 à moins de 700 000 habitants,.

### Occupation des sols

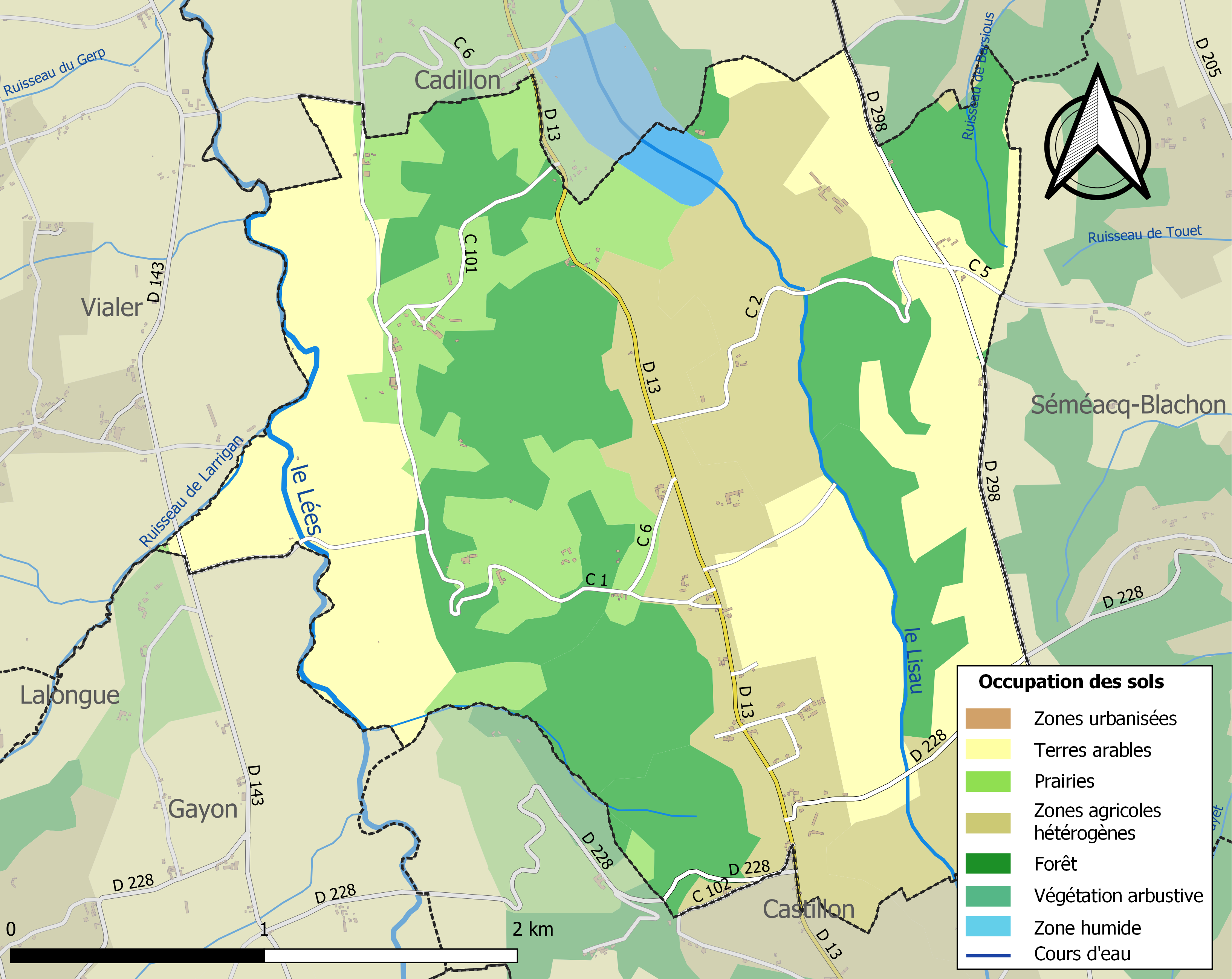
Carte des infrastructures et de l'occupation des sols de la commune en 2018 (CLC).

L'occupation des sols de la commune, telle qu'elle ressort de la base de données européenne d’occupation biophysique des sols Corine Land Cover (CLC), est marquée par l'importance des territoires agricoles (69,5 % en 2018), une proportion identique à celle de 1990 (69,5 %). La répartition détaillée en 2018 est la suivante : 
terres arables (32,3 %), forêts (29,4 %), zones agricoles hétérogènes (24,2 %), prairies (13 %), eaux continentales (1 %). L'évolution de l’occupation des sols de la commune et de ses infrastructures peut être observée sur les différentes représentations cartographiques du territoire : la carte de Cassini (XVIIIe siècle), la carte d'état-major (1820-1866) et les cartes ou photos aériennes de l'IGN pour la période actuelle (1950 à aujourd'hui).

### Lieux-dits et hameaux
- Arricau
- Les Balances[6]
- Barbé[6]
- Bordes[6]
- Le Calvaire[6]
- Carboué[6]
- Castagnat[6]
- Cazenave[6]
- Cerisère[6]
- Domengé[6],[22]
- Hauzoué[6]
- Lahitole[23],[6],[22]
- Laramoune[6]
- Lecher[6]
- Marchand[6]
- Mereït[6]
- Pédéjouan[6]
- Péhat[6]
- La Riberette[6]
- Séglères[6]
- Tisné[6]
- Val Pré[6]

### Voies de communication et transports
La commune est desservie par les routes départementales D 13, D 228 et D 298.

### Risques majeurs
Le territoire de la commune d'Arricau-Bordes est vulnérable à différents aléas naturels : météorologiques (tempête, orage, neige, grand froid, canicule ou sécheresse), inondations et séisme (sismicité modérée). Il est également exposé à deux risques technologiques,  le transport de matières dangereuses et la rupture d'un barrage, et à un risque particulier : le risque de radon. Un site publié par le BRGM permet d'évaluer simplement et rapidement les risques d'un bien localisé soit par son adresse soit par le numéro de sa parcelle.

#### Risques naturels
Certaines parties du territoire communal sont susceptibles d’être affectées par le risque d’inondation par une crue à  débordement lent de cours d'eau, notamment le Léez et le Lisau. La commune a été reconnue en état de catastrophe naturelle au titre des dommages causés par les inondations et coulées de boue survenues en 1982, 2007 et 2009,.

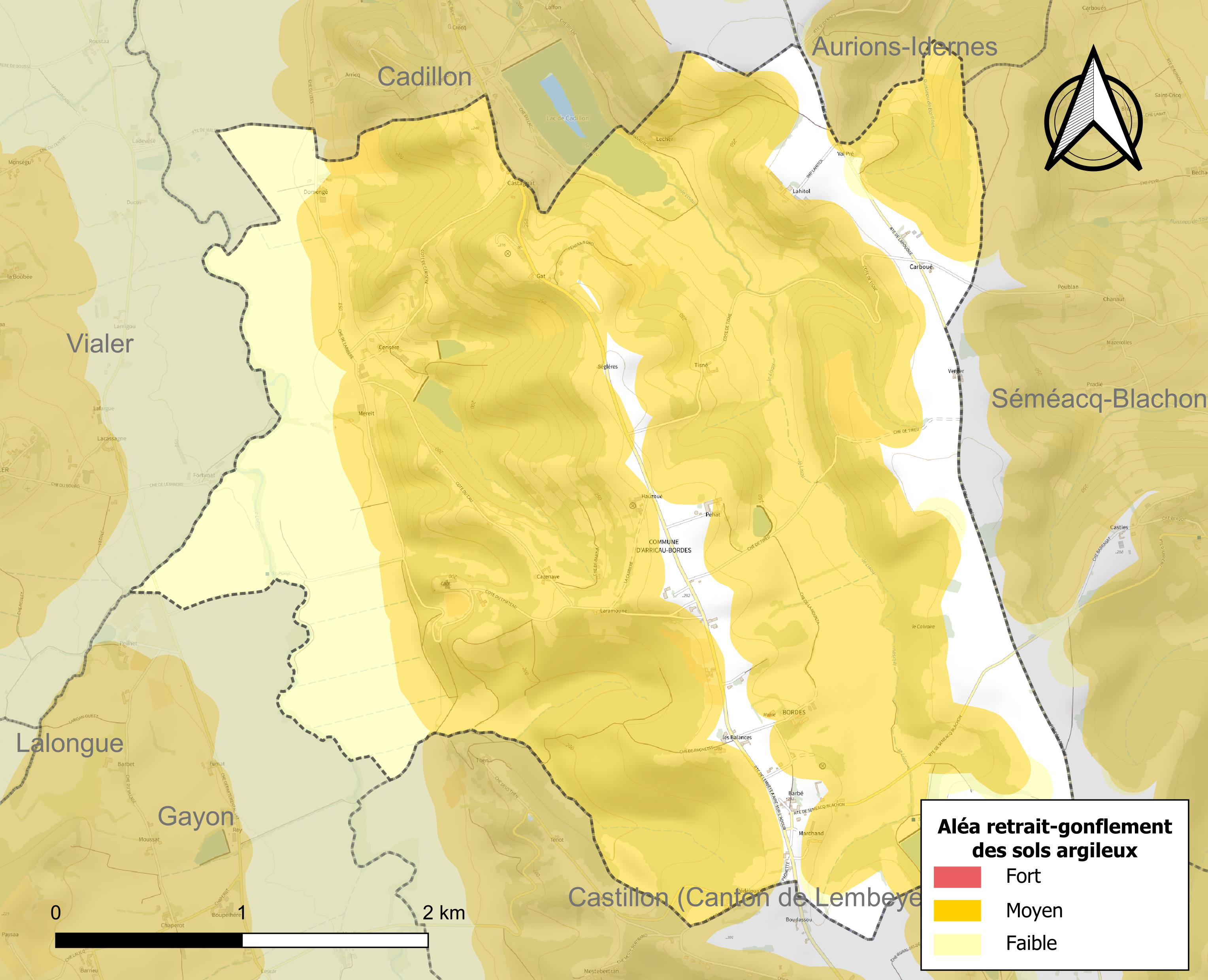
Carte des zones d'aléa retrait-gonflement des sols argileux d'Arricau-Bordes.

Le retrait-gonflement des sols argileux est susceptible d'engendrer des dommages importants aux bâtiments en cas d’alternance de périodes de sécheresse et de pluie. 75,3 % de la superficie communale est en aléa moyen ou fort (59 % au niveau départemental et 48,5 % au niveau national). Depuis le 1er octobre 2020, en application de la loi ELAN, différentes contraintes s'imposent aux vendeurs, maîtres d'ouvrages ou constructeurs de biens situés dans une zone classée en aléa moyen ou fort,.
Concernant les mouvements de terrains, la commune a été reconnue en état de catastrophe naturelle au titre des dommages causés par des mouvements de terrain en 2013.

#### Risque technologique
La commune est en outre située en aval de barrages de classe A. À ce titre elle est susceptible d’être touchée par l’onde de submersion consécutive à la rupture de cet ouvrage.

#### Risque particulier
Dans plusieurs parties du territoire national, le radon, accumulé dans certains logements ou autres locaux, peut constituer une source significative d’exposition de la population aux rayonnements ionisants. Selon la classification de 2018, la commune d'Arricau-Bordes est classée en zone 2, à savoir zone à potentiel radon faible mais sur lesquelles des facteurs géologiques particuliers peuvent faciliter le transfert du radon vers les bâtiments.

## Toponymie

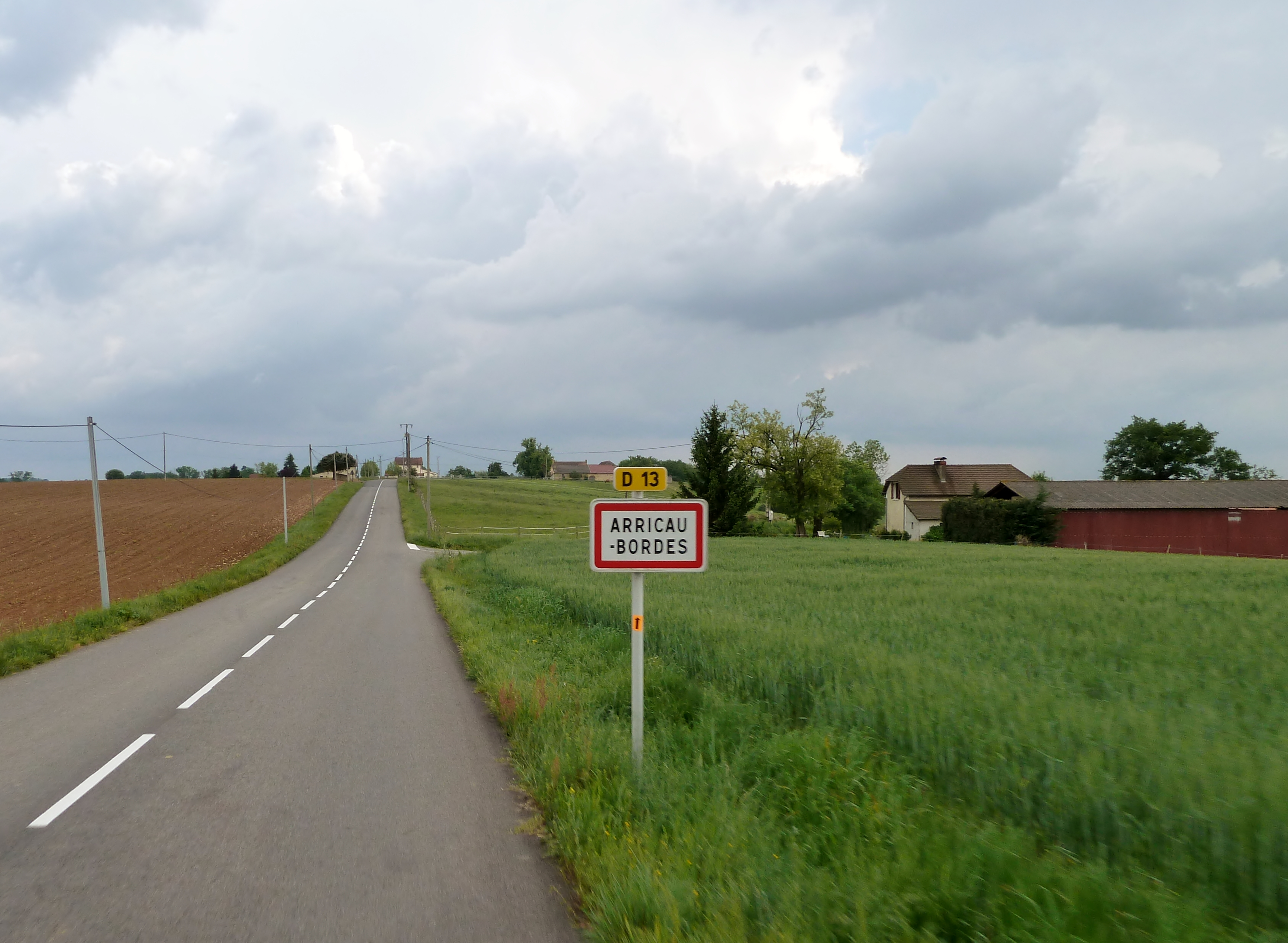
Entrée dans le village.

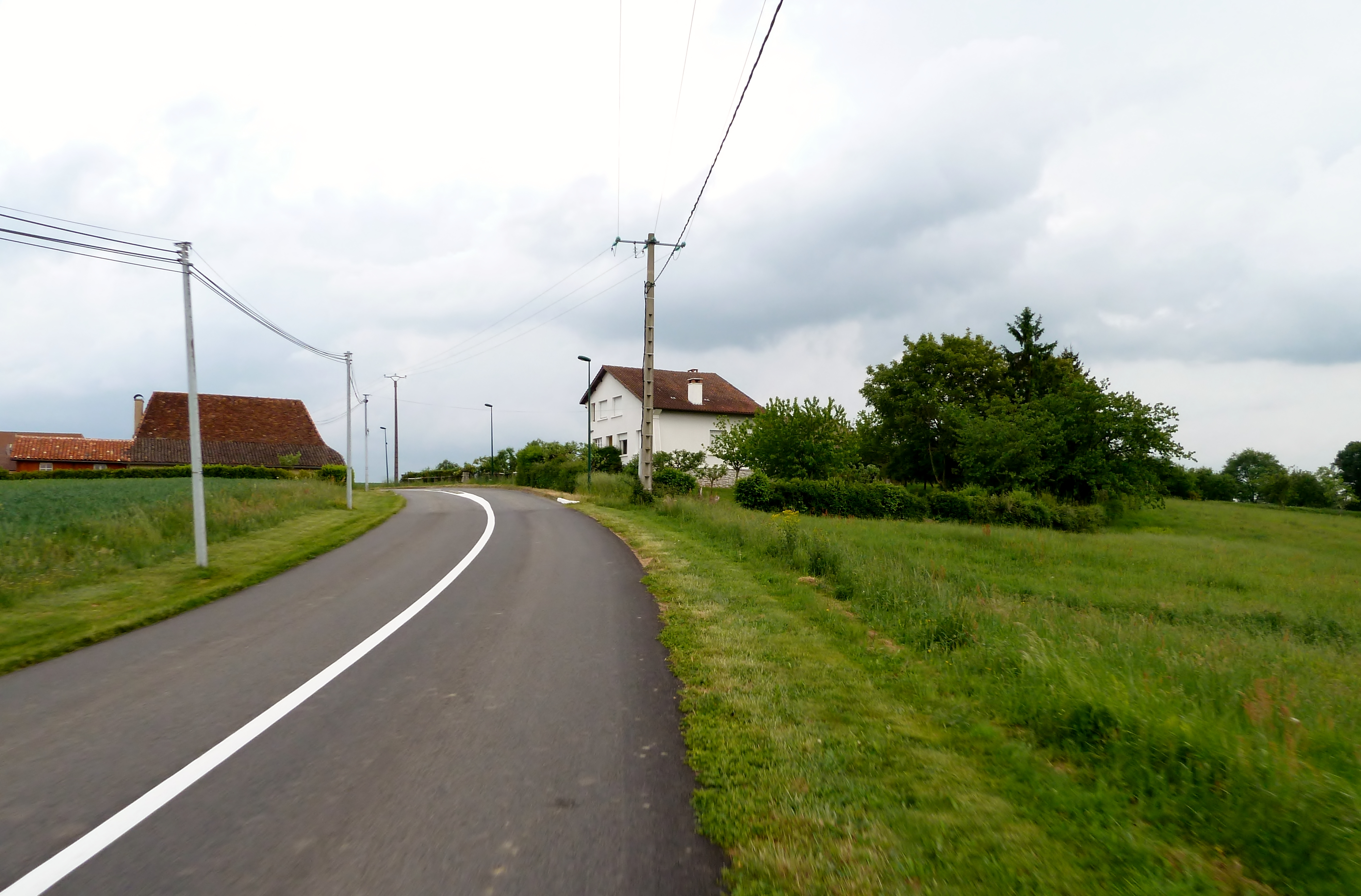
Quelques maisons du village.

Le toponyme Arricau est mentionné au XIIe siècle (Pierre de Marca), et apparaît sous les formes 
Aricau et Ricau (respectivement 1385 et XIVe siècle, censier de Béarn), 
Arricau-Viele (1538, réformation de Béarn), 
Saint-Jacques-d’Arricau et Saint-Martin-d’Arricau sur la carte de Cassini (fin XVIIIe siècle)
Selon Michel Grosclaude, le toponyme Arricau serait formé des deux termes gascons, arric (« ravin, thalweg ») et cau (« creux »).
Le toponyme Bordes apparaît sous les formes 
Bordas (XIe siècle, cartulaire de Lescar) et 
Bordes en Vic-Bilh (1673, réformation de Béarn). Bordes provient du gascon borde désignant à l'origine une bergerie ou grange isolée, une métairie.
Domengé est une ferme d'Arricau, mentionnée sous la graphie l'ostau de Domenger en 1385 (censier de Béarn).
Lahitole est un hameau d’Arricau, dont il est fait mention sous les formes 
La Fitola et Lahitolle (respectivement 1558 et 1673, réformation de Béarn) et 
Lafitole et La Fitole (1863 pour les deux formes, dictionnaire topographique Béarn-Pays basque).
Nouguès, ancienne ferme d’Arricau, apparaît en 1385 sous la forme Noguer dans le censier de Béarn.
Saint-Martin était un hameau d’Arricau, mentionné en 1863.

## Histoire
C'est  vers 1150 qu'apparaissent les premiers seigneurs d'Arricau; des seigneurs de Bordes sont mentionnés dès 1343; la commune actuelle comptait une troisième seigneurie, dite de Lahitolle, qui dépendait de celle de Bordes. Paul Raymond note qu'en 1385, Arricau, Bordes et Lahitolle dépendaient du bailliage de Lembeye et comptaient respectivement 8, 12 et 2 feux. Arricau englobait alors deux paroisses, Saint-Martin et Saint-Jacques. Le fief de Bordes dépendait de la vicomté de Béarn.
Arricau et Bordes ont fusionné entre 1861 et 1866.

## Politique et administration

### Liste des maires
| Période | Période  | Identité           | Étiquette | Qualité       |
| ------- | -------- | ------------------ | --------- | ------------- |
| 1995    | 2008     | Jean-Paul Cassou   |           |               |
| 2008    | 2014     | Frédéric Cerisère  |           |               |
| 2014    | En cours | Marie-Odile Rigaud | SE        | Fonctionnaire |

### Intercommunalité
Arricau-Bordes fait partie de quatre structures intercommunales :
- la communauté de communes du Nord-Est Béarn ;
- le syndicat d'énergie des Pyrénées-Atlantiques ;
- le syndicat d'irrigation de la vallée des Lées ;
- le syndicat intercommunal d'alimentation en eau potable (SIAEP) du Vic-Bilh Montaneres.

## Population et société

### Démographie
En 1385, on comptait à Arricau 8 ostaus et 12 à Bordes.
L'évolution du nombre d'habitants est connue à travers les recensements de la population effectués dans la commune depuis 1793. Pour les communes de moins de 10 000 habitants, une enquête de recensement portant sur toute la population est réalisée tous les cinq ans, les populations de référence des années intermédiaires étant quant à elles estimées par interpolation ou extrapolation. Pour la commune, le premier recensement exhaustif entrant dans le cadre du nouveau dispositif a été réalisé en 2006.

En 2022, la commune comptait 105 habitants, en évolution de −2,78 % par rapport à 2016 (Pyrénées-Atlantiques : +3,78 %, France hors Mayotte : +2,11 %).
| 1793 | 1800 | 1821 | 1831 | 1836 | 1841 | 1846 | 1851 | 1856 |
| ---- | ---- | ---- | ---- | ---- | ---- | ---- | ---- | ---- |
| 250  | 180  | 263  | 213  | 301  | 290  | 269  | 249  | 231  |

| 1861 | 1866 | 1872 | 1876 | 1881 | 1886 | 1891 | 1896 | 1901 |
| ---- | ---- | ---- | ---- | ---- | ---- | ---- | ---- | ---- |
| 215  | 326  | 336  | 326  | 344  | 338  | 312  | 280  | 267  |

| 1906 | 1911 | 1921 | 1926 | 1931 | 1936 | 1946 | 1954 | 1962 |
| ---- | ---- | ---- | ---- | ---- | ---- | ---- | ---- | ---- |
| 226  | 228  | 192  | 178  | 178  | 172  | 150  | 118  | 139  |

| 1968 | 1975 | 1982 | 1990 | 1999 | 2006 | 2011 | 2016 | 2021 |
| ---- | ---- | ---- | ---- | ---- | ---- | ---- | ---- | ---- |
| 124  | 126  | 105  | 102  | 105  | 106  | 104  | 108  | 106  |

| 2022 | - | - | - | - | - | - | - | - |
| ---- | - | - | - | - | - | - | - | - |
| 105  | - | - | - | - | - | - | - | - |

De 1793 à 1861, la population indiquée ne reflète que celle d'Arricau, encore séparé de Bordes, dont la population durant cette même période est décrite ci-dessous.
| 1793 | 1800 | 1821 | 1831 | 1836 | 1841 | 1846 | 1851 | 1856 |
| ---- | ---- | ---- | ---- | ---- | ---- | ---- | ---- | ---- |
| 136  | 132  | 156  | 132  | 150  | 134  | 135  | 132  | 133  |

| 1861 | - | - | - | - | - | - | - | - |
| ---- | - | - | - | - | - | - | - | - |
| 136  | - | - | - | - | - | - | - | - |

## Économie
La commune fait partie des zones d'appellation d'origine contrôlée (AOC) du madiran, du pacherenc-du-vic-bilh et du béarn.

## Culture locale et patrimoine

### Lieux et monuments

#### Patrimoine civil

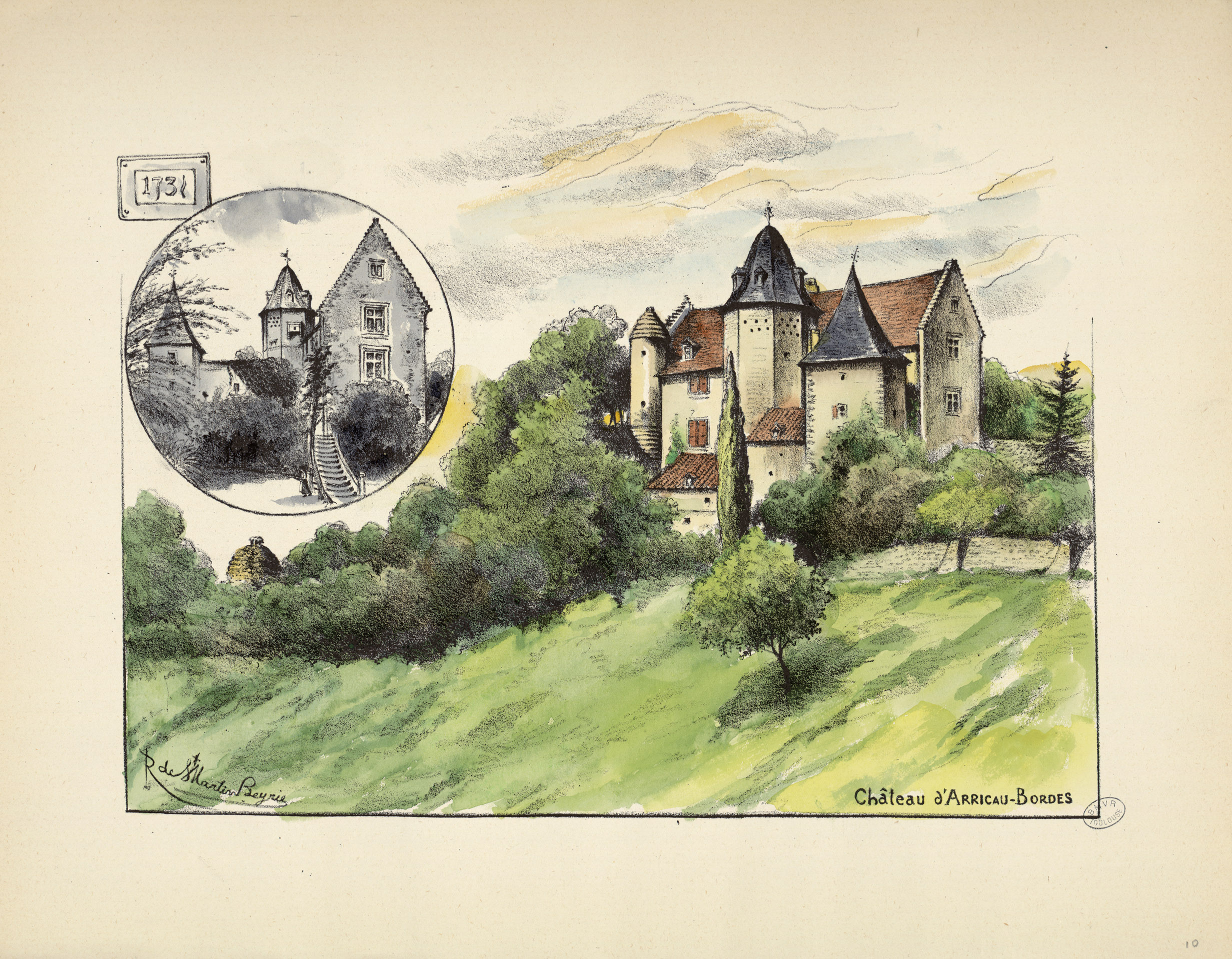
Le château, en 1731, Lithographie de René Ancelin (1926).

Le château d'Arricau est établi depuis le XIVe siècle. Il est classé par les monuments historiques (inscription datant de 1988). Son échauguette fait l'objet d'un classement de la part du ministère de la Culture. L'inventaire général du patrimoine culturel y a recensé un fer à hosties du XVIIe siècle, un bénitier du XVIIIe siècle ainsi qu'une stèle discoïdale du XVIe siècle. À Bordes, la demeure dite château de Bordès apparaît au XVIIIe siècle.
La commune possède un ensemble de maisons et de fermes inscrites à l'Inventaire général du patrimoine culturel. Sur les quarante édifices recensés en 1968 par l'inventaire fondamental, vingt-sept dataient d'avant 1871.
Au lieu-dit Lahitole, se trouve une ferme construite au XVIIIe siècle.

#### Patrimoine religieux
L'église Saint-Jean-Baptiste, à Bordes, date partiellement du XIe siècle. Elle recèle divers objets (chasuble, deux lanternes et une croix de procession) et mobiliers (fauteuil et un ensemble autel, gradin et tabernacle) inscrits à l'inventaire général du patrimoine culturel.
L'église Saint-Jacques, d'Arricau, est mentionnée dès le XVIe siècle et fut détruite deux siècles plus tard.